# 이윤경 (육상 선수)
이윤경은 대한민국의 육상 선수이다. 2003년 8월 태백에서 열린 제15회 전국실업단대항육상경기대회 여자 400ｍ 결승에서 53초67의 한국신기록을 작성하며 우승했다. 이 기록은 1990년 박종임(당시 서울체육고등학교 소속)이 세운 54초 60을 13년 만에 경신한 것이다.